# Adam Zolotin
Adam Zolotin (New York, 29 novembre 1983) è un attore statunitense.

## Filmografia

### Cinema
- Jack, regia di Francis Ford Coppola (1996)
- Ci pensa Beaver (Leave It to Beaver), regia di Andy Cadiff (1997)
- Zerophilia, regia di Martin Curland (2005)
- Lonely Boy, regia di Dale Fabrigar (2013)

### Televisione
- Love and Marriage – serie TV, 5 episodi (1996)
- Players – serie TV, episodi 1x1 (1997)
- Rewind – serie TV (1997)
- Dog's Best Friend, regia di Allan A. Goldstein – film TV (1997)
- La tempesta del secolo (Storm of the Century) – miniserie TV, episodi 1x1-1x2-1x3 (1999)
- Law & Order - I due volti della giustizia (Law & Order) – serie TV, episodi 6x19-10x10 (1996-2000)
- Law & Order - Unità vittime speciali (Law & Order: Special Victims Unit) - serie TV, episodio 2x04 (2000)
- Scrubs - Medici ai primi ferri (Scrubs) – serie TV, episodi 4x12 (2004)
- What News?, regia di Bruce McCoy e Todd Milliner – film TV (2007)
- Rosewood – serie TV, episodi 2x5 (2016)